# Bodianus flavifrons
Bodianus flavifrons là một loài cá biển thuộc chi Bodianus trong họ Cá bàng chài. Loài này được mô tả lần đầu tiên vào năm 2001.

## Từ nguyên
Từ định danh của loài được ghép bởi hai từ trong tiếng Latinh: flavus ("vàng") và frons ("trán"), hàm ý đề cập đến các vệt sọc vàng trên đầu ở những cá thể trưởng thành.

## Phạm vi phân bố và môi trường sống
B. flavifrons được ghi nhận thưa thớt ở khu vực Tây Nam Thái Bình Dương, bao gồm ngoài khơi Newcastle, New South Wales (Úc), phía nam Nouvelle-Calédonie, khu vực sống núi Lord Howe và sống núi Tonga-Kermadec (phía bắc New Zealand).
B. flavifrons được quan sát và thu thập ở thềm lục địa và rìa lục địa, độ sâu khoảng từ 114 đến 340 m.

## Mô tả
B. flavifrons có chiều dài cơ thể tối đa được ghi nhận là 42 cm. Cá trưởng thành có màu hồng nhạt, trắng hơn ở thân dưới. Đầu có nhiều vệt sọc màu vàng. Vây lưng và vây đuôi màu hồng nhạt; vây lưng có dải sọc vàng nhạt và có đốm đỏ trên các gai vây lưng đầu tiên. Vây hậu môn và vây bụng màu trắng. Phần sau của vây lưng, vây hậu môn và vây đuôi bo tròn. Đốm đỏ ở gốc vây ngực. Sắc vàng và hồng ở cá đực trưởng thành sáng màu hơn.
Số gai ở vây lưng: 12; Số tia vây ở vây lưng: 10; Số gai ở vây hậu môn: 3; Số tia vây ở vây hậu môn: 11; Số tia vây ở vây ngực: 17–18.

### Trích dẫn
- Martin F. Gomon (2001). "Descriptions of two new species of Bodianus (Perciformes: Labridae) from Australasian waters". New Zealand Journal of Zoology (PDF). Quyển 28 số 4. tr. 407–416. ISSN 0301-4223.
- Martin F. Gomon (2006). "A revision of the labrid fish genus Bodianus with descriptions of eight new species" (PDF). Records of the Australian Museum, Supplement. Quyển 30. tr. 1–133. ISSN 0812-7387.